# Morgårdshammars IF
Morgårdshammars IF var en idrottsförening från Smedjebacken i Dalarna. Klubben bildades 1931 och hade ett fotbollslag i seriespel åren 1932–1969. 
Klubben spelade även bandy, men omkring 1948 gick man över till ishockey istället. Sex år senare vann man sin grupp i Division IV för andra gången och lyckades även kvala till Division III. 
I andradivisionen segrade man tre gånger, 1957/1958, 1958/1959 och 1960/1961 då man även lyckades i kvalet och tog sig till högsta divisionen där man fick spela säsongerna 
1961/1962 och 1962/1963. Den bedriften lyckades man sedan aldrig göra om. När man återkom till Division II lyckades man som bäst placera sig som tvåa.
1986 slogs ishockeylaget samman med Backbyns IF till Smedjebacken-Morgårdshammar Hockey. 1987 invigdes den nya ishallen i Smedjebacken som ersatte den gamla uterinken på Hagvallen i Morgårdshammar, då bytte klubben namn till Smedjebacken HC.
Säsongen 2007/2008 återstartades ett lag med Morgårdshammars namn igen och spelade en säsong i Division 3.
Den 9 december 1974 noterades klubbens B-lag för målrekord för svenskt seriespel i ishockey, då man besegrade Larsbro IF med 72–1 på utomhusrinken Hagvallen i Smedjebacken under en match i Division IV södra Dalarna.